# 眞野哲
眞野 哲（まの さとし、1961年6月14日 - ）は、日本の政治家。立憲民主党所属の衆議院議員（1期）。全国悪質運転ZEROの会代表、日本福祉大学実務家教員。

## 来歴
愛知県名古屋市生まれ。名古屋市立村雲小学校、名古屋市立円上中学校、名古屋第一高等学校、日本ビジネススクール名古屋校経営実務家卒業後、名古屋市を中心に介護事業所や鍼灸治療院を運営。調理師免許、福祉用具専門相談員の資格を保有する。
2011年10月、ひき逃げ事故で当時19歳の長男を失う。自動車運転過失致死罪で起訴された運転手のブラジル国籍の男は無免許かつ酒気帯び運転であり、眞野はより刑罰が重い危険運転致死罪への変更を名古屋地検に求め、約4万9千人分の署名を地検に提出したが、地検は控訴しなかった。このことを機に政治へ関心を持つようになる。
2012年11月、減税日本が眞野を次期衆院選に擁立する方針を固めた。12月16日執行の第46回衆議院議員総選挙では、減税の合流先である日本未来の党公認で愛知2区から重複立候補。選挙区で民主党前職の古川元久に敗れ、比例区でも落選。
2015年4月12日執行の名古屋市議会議員選挙に、昭和区から維新の党公認で立候補するも落選。
2017年3月、日本福祉大学通信教育部福祉経営学部医療・福祉経営学科卒業。2019年3月、日本福祉大学大学院医療・福祉マネジメント研究科修了。桜花学園大学大学院研究生を経て日本福祉大学実務家教員を務める。
2019年7月21日執行の第25回参議院議員通常選挙に、立憲民主党公認で全国比例区から立候補するも落選。
2023年7月4日、立憲民主党が次期衆院選岐阜5区に眞野を擁立すると発表。
2024年10月27日執行の第50回衆議院議員総選挙では、選挙区で自由民主党前職の古屋圭司に敗れたが、重複立候補していた比例区で復活当選を果たした。

## 選挙歴
| 当落 | 選挙                       | 執行日         | 年齢 | 選挙区       | 政党         | 得票数    | 得票率 | 定数 | 得票順位 /候補者数 | 政党内比例順位 /政党当選者数 |
| ---- | -------------------------- | -------------- | ---- | ------------ | ------------ | --------- | ------ | ---- | ------------------ | ---------------------------- |
| 落   | 第46回衆議院議員総選挙     | 2012年12月16日 | 51   | 愛知県第2区  | 日本未来の党 | 3万1974票 | 15.22% | 1    | 3/4                | 8/1                          |
| 落   | 2015年名古屋市議会議員選挙 | 2015年4月12日  | 53   | 昭和区選挙区 | 維新の党     | 1672票    | ーー   | 4    | 5/6                | /                            |
| 落   | 第25回参議院議員通常選挙   | 2019年07月21日 | 58   | 参議院比例区 | 立憲民主党   | 9008票    | ーー   | 50   | /                  | 20/8                         |
| 比当 | 第50回衆議院議員総選挙     | 2024年10月27日 | 63   | 岐阜県第5区  | 立憲民主党   | 5万8973票 | 38.64% | 1    | 1/3                | /                            |